# Selaginella arizonica
Selaginella arizonica är en mosslummerväxtart som beskrevs av William Ralph Maxon. Selaginella arizonica ingår i släktet mosslumrar, och familjen mosslummerväxter. Inga underarter finns listade i Catalogue of Life.